# Municipio de Tenochtitlán
El municipio de Tenochtitlán se encuentra en el estado de Veracruz, es uno de los 212 municipios de la entidad y tiene su ubicación en la zona centro del Estado. Su cabecera es la localidad de Tenochtitlán. Sus coordenadas son 19°48’ latitud norte, longitud oeste de 96°55’ y cuenta con una altura de 900 m s. n. m. El municipio lo conforman 24 localidades en las cuales habitan 4.995 personas.

## Límites
- Norte: Misantla.
- Sur: Landero y Coss, Miahuatlán, Tonayán y Tlacolulan.
- Este: Chiconquiaco y Yecuatla.
- Oeste: Altotonga, Tatatila y Tlacolulan.

## Clima
El clima de este municipio es templado-húmedo-extremoso, con una temperatura de 22,2 °C, lluvias abundantes en verano y principios de otoño, con menor intensidad en invierno.

## Cultura
Tenochtitlán celebra el día 10 de julio la feria por el aniversario de su fundación, los días 24 y 25 de agosto se festeja en honor de san Bartolomé Apóstol y el 12 de diciembre la fiesta religiosa en honor de la Virgen de Guadalupe. También el 16 de julio se lleva a cabo una fiesta titular en la Congregación de “El Colorado”.